# Красный Хутор (Тамбовская область)
Красный Хутор — посёлок сельского типа в Сосновском районе Тамбовской области в составе Кулеватского сельского поселения.
Расположен на съезде с трассы А143 (Тамбов-Шацк). Посёлок находится на высоте около 120 метров НУМ в безлесой равнинной подболоченной местности.
В 1988 году население посёлка насчитывало около 240 человек.
Структура улиц посёлка плановая — две основные (Перековыровка и Бахмут) идут параллельно и соединяются тремя проулками. Третья улица, — Урал, выступает на северо-запад.
Водоёмов в Красном Хуторе нет, ближайшая река, Цна, находится за автотрассой. Там же расположено небольшое озеро, — Святое.
Ближайшие населённые пункты: Вирятино, Атманов Угол, Перкино, Семикино. Северо-западнее Красного Хутора находится урочище Большое Болото и небольшие участки леса с ручьём Пишляйка.

## Топографические карты
- Лист карты N-37-108 Отъяссы. Масштаб: 1 : 100 000. Состояние местности на 1988 год. Издание 1991 г.